# Miss Pennsylvanie USA
 (juin 2016).

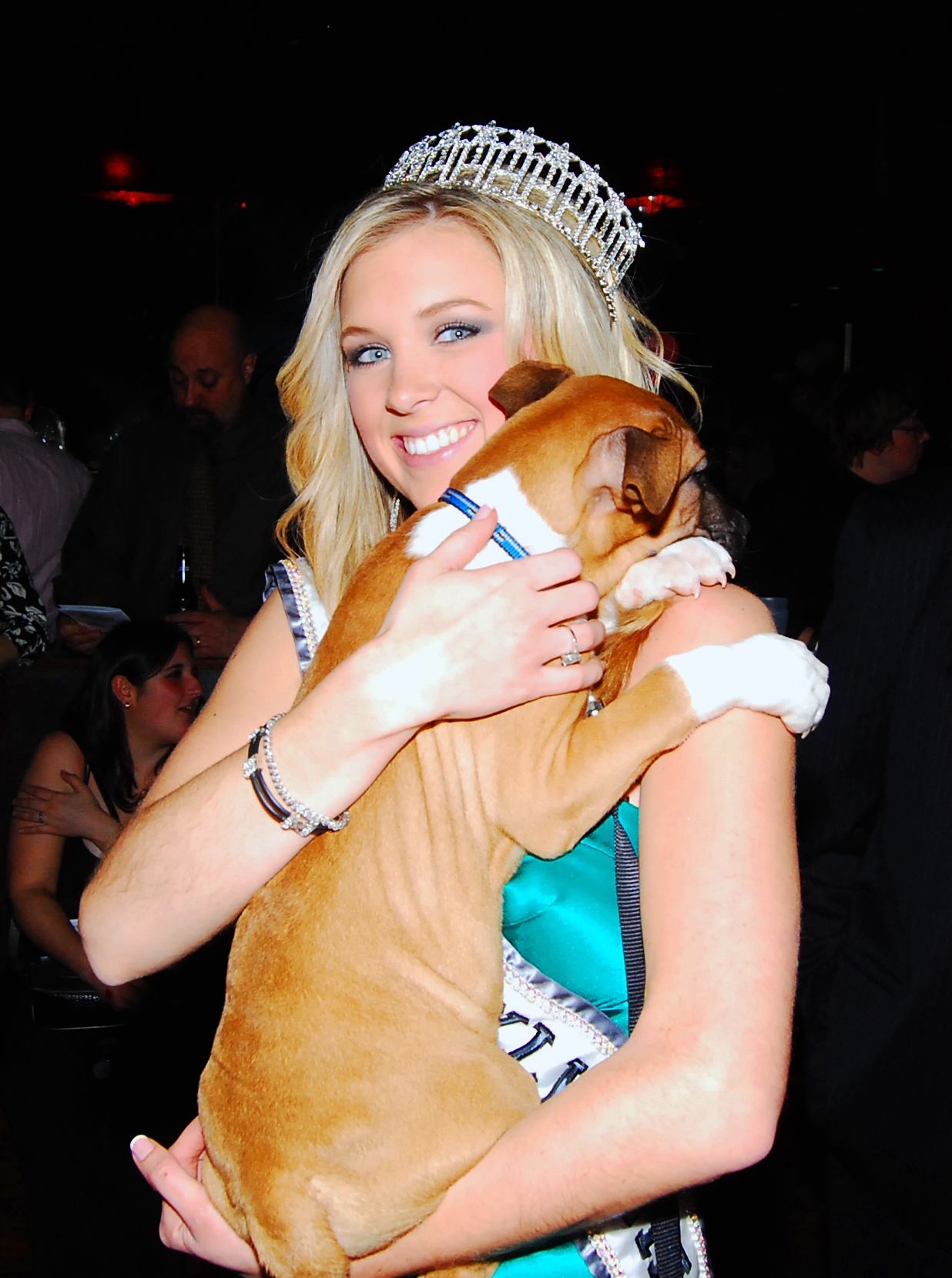
Lindsey Nelsen, Miss Pennsylvanie USA 2009.

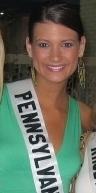
Tanya Lehman, Miss Pennsylvanie USA 2006.

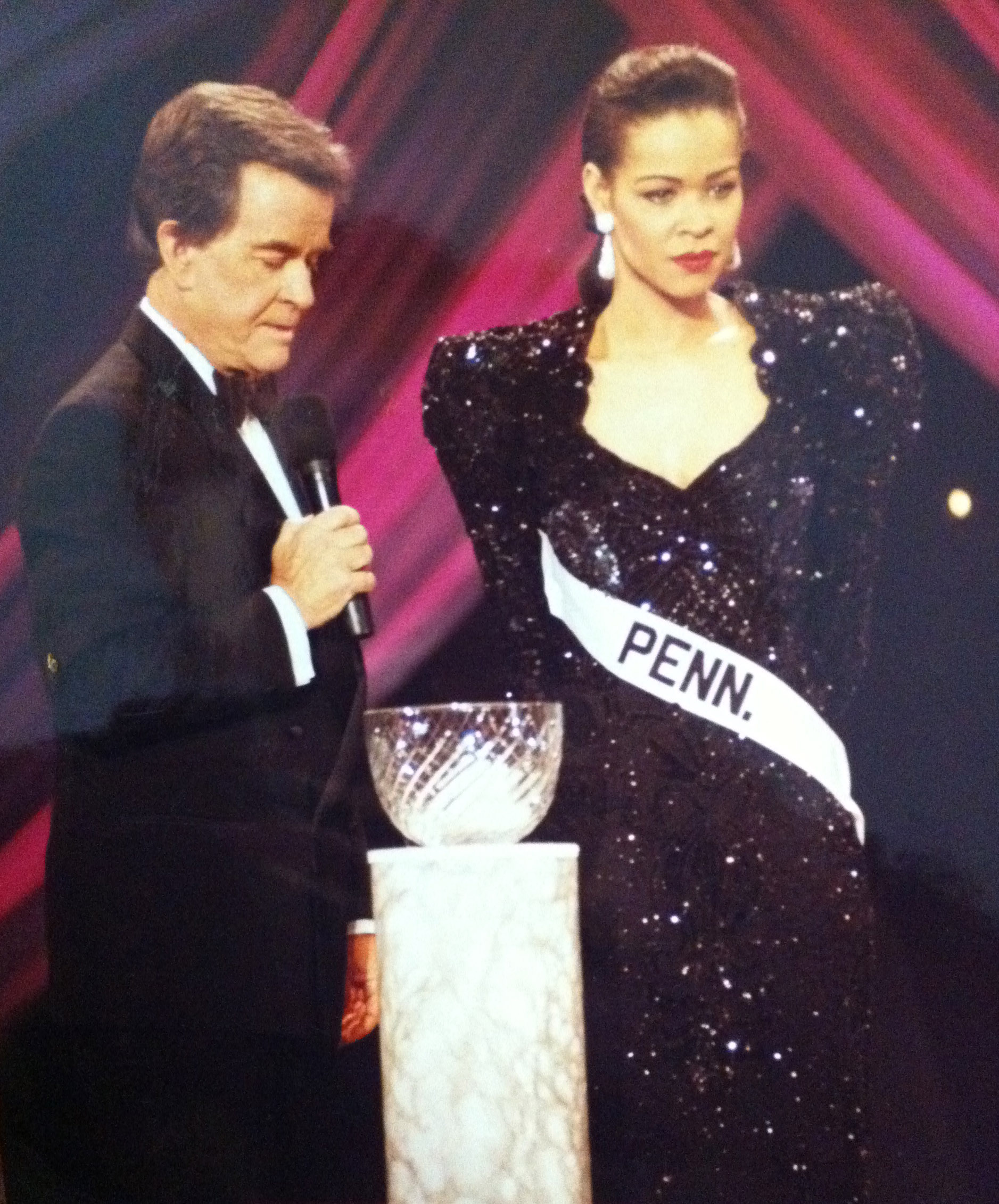
Kimmarie Johnson, Miss Pennsylvanie USA 1993.

Miss Pennsylvanie USA, est un concours de beauté féminin, destiné aux jeunes femmes domiciliée dans l’État de Pennsylvanie, qualifié pour l'élection de Miss USA.

## Lauréates
| Année | Nom                  | Ville               | Âge | Placement à Miss USA | Récompenses spéciales à Miss USA | Notes                                                                                     |
| ----- | -------------------- | ------------------- | --- | -------------------- | -------------------------------- | ----------------------------------------------------------------------------------------- |
| 2025  | Rica Clements        | York                | 29  |                      |                                  |                                                                                           |
| 2024  | Noni Diarra          | Philadelphie        | 23  |                      |                                  |                                                                                           |
| 2023  | Jasmine Daniels      | Collegeville        | 26  | 3ème dauphine        | Meilleur en robe de soirée       | Précédemment Miss Pennsylvanie Teen USA 2015 et Top 15 de Miss Teen USA 2015              |
| 2022  | Billie LaRaé Owens   | Phoenixville        | 25  |                      |                                  |                                                                                           |
| 2021  | Sydney Robertson     | Williamsport        | 24  |                      |                                  | Précédemment Miss Pennsylvanie Teen USA 2014 et 2eme Dauphine de Miss Teen USA 2014       |
| 2020  | Victoria Piekut      | Irwin               | 23  |                      |                                  |                                                                                           |
| 2019  | Kailyn Marie Perez   | Camp Hill           | 27  | Top 15               |                                  |                                                                                           |
| 2018  | Olivia Suchko        | Belle Vernon        | 21  |                      |                                  |                                                                                           |
| 2017  | Cassandra Angst      | Philadelphie        | 22  |                      |                                  |                                                                                           |
| 2016  | Elena LaQuatra       | Pittsburgh          | 23  |                      |                                  | Précédemment Miss Pennsylvania Teen USA 2010 et Miss Pennsylvania's Outstanding Teen 2007 |
| 2015  | Elizabeth Cardillo   | Allison Park        | 24  |                      |                                  |                                                                                           |
| 2014  | Valerie Gatto        | Pittsburgh          | 24  | Top 20               |                                  |                                                                                           |
| 2013  | Jessica Billings     | Berwyn              | 26  | Top 15               |                                  |                                                                                           |
| 2012  | Sheena Monnin        | Pittsburgh          | 26  |                      |                                  | Perd le titre après Miss USA pour tricherie.                                              |
| 2011  | Amber-Joi Watkins    | Philadelphie        | 26  |                      |                                  | Former Sixers Dancer                                                                      |
| 2010  | Gina Cerilli         | Greensburg          | 23  | Top 15 (12th)        |                                  |                                                                                           |
| 2009  | Lindsey Nelsen       | Stewartstown        | 21  |                      |                                  |                                                                                           |
| 2008  | Lauren Merola        | Pittsburgh          | 23  |                      |                                  | Former Miami Dolphins Cheerleader                                                         |
| 2007  | Samantha Johnson     | Philadelphie        | 22  |                      |                                  |                                                                                           |
| 2006  | Tanya Lehman         | York (Pennsylvanie) | 22  |                      |                                  |                                                                                           |
| 2005  | Brenda Brabham       | Philadelphie        | 24  | Top 10 (7th)         |                                  |                                                                                           |
| 2004  | Nicole Georghalli    | East Stroudsburg    | 25  |                      |                                  |                                                                                           |
| 2003  | Camille Young        | Philadelphie        | 23  |                      |                                  |                                                                                           |
| 2002  | Nicole Bigham        | Belle Vernon        | 25  |                      |                                  | Précédemment Miss Pennsylvania Teen USA 1994 et top 12 de Miss Teen USA 1994              |
| 2001  | Jennifer Ann Watkins | Monongahela         |     |                      |                                  |                                                                                           |
| 2000  | Angela Patla         | Sweet Valley        | 26  |                      |                                  |                                                                                           |
| 1999  | Melissa Godshall     | Philadelphie        | 25  |                      |                                  |                                                                                           |
| 1998  | Kimberly Jaycox      | Pittsburgh          |     |                      |                                  |                                                                                           |
| 1997  | Cara Bernosky        | Whitehall           |     |                      |                                  |                                                                                           |
| 1996  | Susan Barnett        | Levittown           |     |                      |                                  | Précédemment Miss Pennsylvania Teen USA 1990, et top 12 à Miss Teen USA 1990              |
| 1995  | Stephanie Fallat     | Murrysville         |     |                      |                                  |                                                                                           |
| 1994  | Linda Chiaraluna     |                     |     |                      |                                  |                                                                                           |
| 1993  | Kimmarie Johnson     | Pittsburgh          |     | Finaliste            |                                  |                                                                                           |
| 1992  | Catherine Weber      |                     |     |                      |                                  |                                                                                           |
| 1991  | Adrienne Romano      |                     |     |                      |                                  |                                                                                           |
| 1990  | Elizabeth Cebak      | Ross Township       |     |                      |                                  |                                                                                           |
| 1989  | Denise Epps          | Lansdale            |     | demi-finaliste       |                                  |                                                                                           |
| 1988  | Susan Gray           | Lansdale            |     |                      |                                  |                                                                                           |
| 1987  | Lisa Rynkiewicz      | Clarksville         |     |                      |                                  |                                                                                           |
| 1986  | Sherri Fitzpatrick   | Quakertown          | 23  |                      |                                  |                                                                                           |
| 1985  | Sandra Ferguson,     | Pittsburgh          | 18  |                      |                                  |                                                                                           |
| 1984  | Tina Albright        | Lansford            |     |                      |                                  |                                                                                           |
| 1983  | Julie Page           | Belle Vernon        |     | demi-finaliste       |                                  |                                                                                           |
| 1982  | Theresa Rosa         | North Versailles    |     |                      |                                  |                                                                                           |
| 1981  | Nena Stone           | Bethel Park         |     |                      |                                  |                                                                                           |
| 1980  | Andrea Patrick       | Uniontown           | 19  |                      |                                  |                                                                                           |
| 1979  | Maureen Starinsky    | Monongahela         |     |                      |                                  | Apparait dans le show TV Match Game en 1980                                               |
| 1978  | Sandy Dell           | Latrobe             |     | demi-finaliste       |                                  |                                                                                           |
| 1977  | Lorraine Lincoski    | Daisytown           | 23  |                      |                                  |                                                                                           |
| 1976  | Marcy Zambelli       | Newcastle           |     |                      |                                  |                                                                                           |
| 1975  | Pat Hurley           | Wilkes Barre        |     |                      |                                  |                                                                                           |
| 1974  | Dorisann Gatalski    | Bethel Park         |     |                      |                                  |                                                                                           |
| 1973  | Jill Unbewust        | Benton              |     |                      |                                  |                                                                                           |
| 1972  | Jeanie Zadrozny      | Pittsburg           |     |                      |                                  |                                                                                           |
| 1971  | Michele McDonald     | Butler              | 18  | Miss USA 1971        |                                  | demi-finaliste à Miss Univers 1971                                                        |
| 1970  | Carol Cerully        | Altoona             |     |                      |                                  |                                                                                           |
| 1969  | Marlene Vaughn       | Philadelphie        | 21  |                      |                                  |                                                                                           |
| 1968  | Barbara Verlander    | White Oak           |     |                      |                                  |                                                                                           |
| 1967  | Barbara Ann Woronko  | Edwardsville        | 17  | demi-finaliste       |                                  |                                                                                           |
| 1966  | Susan Joanne Fennell |                     |     |                      |                                  |                                                                                           |
| 1965  | Did Not Compete      |                     |     |                      |                                  |                                                                                           |
| 1964  | Maryann Reilly       |                     |     |                      |                                  |                                                                                           |
| 1963  | Deborah Cardonick    |                     |     |                      |                                  |                                                                                           |
| 1962  | Margaret Lineman     |                     |     | Semi-finalist        |                                  |                                                                                           |
| 1961  | Gayle Nelson         |                     |     |                      |                                  |                                                                                           |
| 1960  | Betsy Reeves         |                     |     |                      |                                  |                                                                                           |
| 1959  | Rhoda Mae Kachilo    |                     |     |                      |                                  |                                                                                           |
| 1958  | Natalie Dee          |                     |     |                      |                                  |                                                                                           |
| 1957  | Rosalie Culp         |                     |     |                      |                                  |                                                                                           |
| 1956  | Serena Kifer         |                     |     |                      |                                  |                                                                                           |
| 1955  | Marianne Marcus      |                     |     |                      |                                  |                                                                                           |
| 1954  | Helen Vidovich       |                     |     |                      |                                  |                                                                                           |
| 1953  | Jeri Bauer           |                     |     | Semi-finalist        |                                  |                                                                                           |
| 1952  | Jeanne Ferguson      |                     |     |                      |                                  |                                                                                           |